# ワンルームエンジェル
『ワンルームエンジェル』は、はらだによる日本のボーイズラブ漫画およびそれを原作とするテレビドラマ。『on BLUE』（祥伝社）にて、vol.31からvol.38まで連載された。
「ちるちるBLアワード2020」BESTコミック1位、「このBLがやばい! 2020年度版」3位、「このマンガがすごい! 2020オンナ編」13位を受賞。
メディアミックスとして、2020年8月7日にマリン・エンタテインメントよりドラマCDが発売。また、2023年10月より、毎日放送の「ドラマシャワー」枠にてテレビドラマが放送された。

## あらすじ
幸紀はいつも無気力な上に人生に諦めを感じており、趣味も、友達も、恋人すらもない青年。ある日、チンピラに絡まれた末にナイフで刺された幸紀は、羽根の生えた美しい少年に救われる。その後一命を取り留め帰宅すると部屋には先ほど幸紀を救った少年がいた。彼は自分を天使と名乗り、幸紀と住むと言った。その日から幸紀と天使の同居生活が始まった。

## 登場人物
声の項はドラマCD版の声優。

### 主要人物
幸紀（こうき）
声 - 杉田智和
主人公の青年。無気力な毎日を送っていたが、コンビニ店員の勤務中にチンピラの客に刺されて瀕死になった折、真っ白い羽の美しい少年の「天使」を見る。その後完治して帰宅すると、あの時の天使が記憶喪失になったといい居座っていた。そんな天使を不憫に思い、しばらく同居生活することになる。
天使（てんし）
声 - 蒼井翔太
正体不明の”自称”天使。本名不詳。真白な羽をつけた美しい少年で、記憶喪失状態。周囲の人間の感情が羽の調子に影響する。

## 書誌情報
- はらだ 『ワンルームエンジェル』 祥伝社〈on BLUE comics〉、2019年3月25日発売[10][11]、ISBN 978-4-396-78475-1

## テレビドラマ
2023年10月20日（19日深夜）から11月24日（23日深夜）まで、毎日放送の「ドラマシャワー」枠で放送された。主演は上杉柊平と西村拓哉。

### キャスト
幸紀
演 - 上杉柊平
天使
演 - 西村拓哉
A君
演 - 田中洸希
幸紀と天使の関係の重要な鍵を握る男子学生。
コンビニ店長
演 - おいでやす小田
幸紀がアルバイトで働くコンビニエンスストアの店長。
あり紗
演 - 長谷川京子
幸紀の母親。

### スタッフ
- 原作 - はらだ『ワンルームエンジェル』（祥伝社 on BLUE comics）[9]
- 脚本 - 綿種アヤ[9]
- 監督 - 枝優花[9]
- オープニング主題歌 - 蒼井翔太「8th HEAVEN」（キングレコード）[13]
- エンディング主題歌 - Sano ibuki「久遠」（EMI Records / UNIVERSAL MUSIC）[5]
- 音楽 - 原田智英
- 特殊造形ディレクター - 石野大雅
- 特殊造形 - 中嶋歩
- アクションコーディネーター - 青木哲也（助手 - 東慶介）
- 企画 - 二木大介
- 製作 - 遠藤徹哉
- 制作プロダクション - スタジオブルー[9]
- 製作 - 「ワンルームエンジェル」製作委員会・毎日放送[9]

### 放送日程
| 話数   | 放送日   | サブタイトル |
| ------ | -------- | ------------ |
| 第1話  | 10月20日 | であい       |
| 第2話  | 10月27日 | ふたり       |
| 第3話  | 11月03日 | こうき       |
| 第4話  | 11月10日 | なみだ       |
| 第5話  | 11月17日 | きおく       |
| 最終話 | 11月24日 | てんし       |

### 放送局
| 放送期間                  | 放送時間                     | 放送局       | 対象地域   | 備考           |
| ------------------------- | ---------------------------- | ------------ | ---------- | -------------- |
| 2023年10月20日 - 11月24日 | 金曜 1:00 - 1:30（木曜深夜） | テレビ神奈川 | 神奈川県   | 29分先行放送。 |
|                           | 金曜 1:29 - 1:59（木曜深夜） | 毎日放送     | 近畿広域圏 | 製作局         |
| 2023年10月25日 - 11月29日 | 水曜 0:30 - 1:00（火曜深夜） | 群馬テレビ   | 群馬県     |                |
| 2023年10月26日 - 11月30日 | 木曜 1:00 - 1:30（水曜深夜） | とちぎテレビ | 栃木県     |                |
|                           | 木曜 23:00 - 23:30           | テレビ埼玉   | 埼玉県     |                |
|                           |                              | 千葉テレビ   | 千葉県     |                |

### ネット配信
| 配信開始月 | 配信サイト    | 配信料金     | 備考                                      |
| ---------- | ------------- | ------------ | ----------------------------------------- |
| 2023年10月 | MBS動画イズム | 広告付き無料 | 見逃し配信 MBS放送終了後から1週間限定配信 |
| 2023年10月 | TVer          | 広告付き無料 | 見逃し配信 MBS放送終了後から1週間限定配信 |
| 2023年10月 | Hulu          | 定額制有料   | 見放題配信                                |

| 毎日放送 ドラマシャワー | 毎日放送 ドラマシャワー | 毎日放送 ドラマシャワー |
| 前番組                  | 番組名                  | 次番組                  |
| ----------------------- | ----------------------- | ----------------------- |
| 体感予報                | ワンルームエンジェル    | 佐原先生と土岐くん      |